# Antonio Pagani
Antonio Pagani (světským jménem: Marco Pagani; 1526, Benátky – 4. ledna 1589, Vicenza) byl italský římskokatolický kněz, františkán a zakladatel dvou kongregací.

## Život
Narodil se roku 1526 v Benátkách. Pokřtěn byl v kostele San Geremia.
V 19 letech dokončil studium obojího práva na Padovské univerzitě. Během studií navštěvoval v Padově františkánský konvent San Francesco Grande. Po studiu byl ihned přijat jako právník na apoštolská nunciaturu v Benátkách. Slibná kariéra právníka ho však nepřitahovala.
Byl fascinován kázáním Barnabitů, proto se ce 20 letech rozhodl vstoupit k Barnabitům v Milánu, kde byl 20. prosince 1550 vysvěcen na kněze. Zde zůstal čtyři roky. Během této doby se v něm probudila touha po vstupu k františkánům, která pramenila z jeho dětství. Roku 1558 požádal o přijetí do řádu. Noviciát absolvoval v Udine, následně byl povolán k vyučování kanonického práva zpět do Benátek.
Zúčastnil se Tridentského koncilu, kde jako teolog přednesl projev o reformě církve.
Po podpoře několika biskupů provedl reformní činnosti především revitalizaci oratoře San Girolamo. Roku 1578 založil kongregaci Společnost bratří Svatého Kříže a roku 1584 Pokorné sestry, dcery Neposkvrněné Marie. Tyto kongregace se řídili řeholí Třetího řádu svatého Františka.
Antonio Pagani střídal období kázání s obdobími osamělého rozjímání v různých poustevnách. V poustevnách napsal četná asketická a mystická díla. Poslední tři roky svého života strávil v klášteře San Pancrazio v Barbarano Vicentino.
Zemřel po těžké nemoci dne 4. ledna 1589 v klášteře San Biagio ve Vicenze.

## Proces svatořečení
Proces byl zahájen 3. srpna 1615 a několikrát došlo k jeho uzavření a znovuotevření.
Dne 22. června 2023 uznal papež František jeho hrdinské ctnosti.